# Meiacanthus lineatus
Meiacanthus lineatus és una espècie de peix de la família dels blènnids i de l'ordre dels perciformes.

## Morfologia
- Els mascles poden assolir 9,5 cm de longitud total.[1][2]

## Reproducció
És ovípar.

## Hàbitat
És un peix marí de clima subtropical i associat als esculls de corall.

## Distribució geogràfica
Es troba a la Gran Barrera de Corall.